# 椭圆形机翼

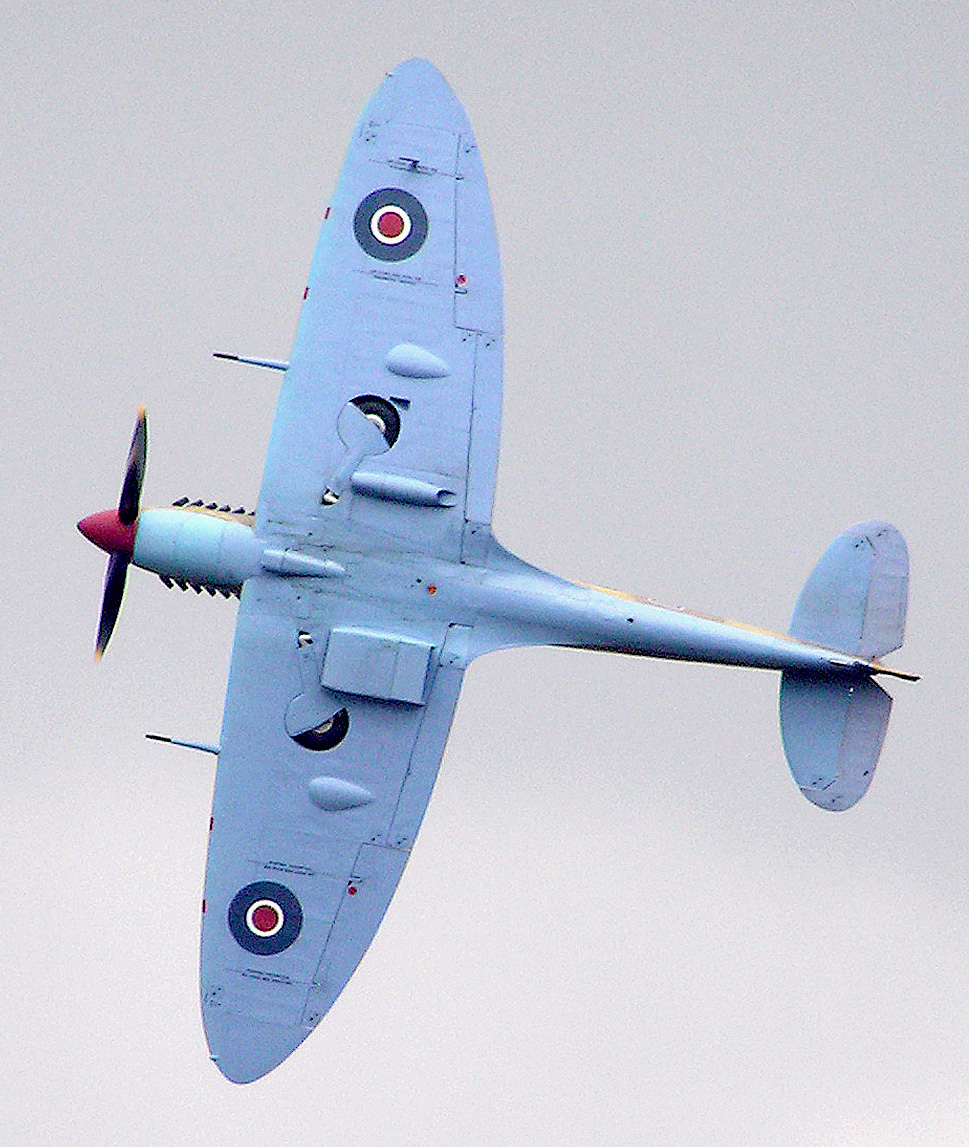
采用椭圆形机翼的英国喷火战斗机

椭圆形机翼（英語：elliptical wing）是指平面形状近似椭圆形的机翼。
当机翼没有扭转和后掠时，椭圆形机翼的升力分布呈椭圆形。根据升力线理论，椭圆形升力分布具有最小的诱导阻力。然而椭圆形机翼加工困难、造价高昂，加之有其他设计途径可以使机翼获得近似椭圆形的升力分布，椭圆形机翼在实际设计中并不常见，目前已经绝迹。
采用椭圆形机翼的著名飞机包括第二次世界大战中英国的喷火战斗机与美国的P-47雷霆式战斗机。